# Klanec pri Kozini
Klanec pri Kozini este o localitate din comuna Hrpelje-Kozina, Slovenia, cu o populație de 101 locuitori.